# Naomi Feil
Naomi Feil (ur. 22 lipca 1932 w Monachium, zm. 24 grudnia 2023 w Eugene) – niemiecko-amerykańska gerontolożka pochodzenia żydowskiego, twórczyni teorii walidacji gerontologicznej.

## Życiorys
Jej ojciec (dr Juliusz Weil, 1902-1989) był psychologiem. W 1935 rodzina wyemigrowała do USA ze względu na niemiecki antysemityzm. W 1940 osiedlili się w Cleveland (Ohio), gdzie jej ojciec kierował domem opiekuńczym, przekształconym potem przez niego w ośrodek rehabilitacyjny dla zdezorientowanych ludzi starszych (Montefiore Home for the Aged). W domu tym pracowała również jej matka (socjolożka). Rodzina zamieszkiwała w pokojach służbowych przy ośrodku, co pozwoliło Feil od dzieciństwa obcować z problemami ludzi starszych. 
Odbyła studia w Nowym Jorku (Uniwersytet Columbia) z zakresu pracy socjalnej i w 1956 otrzymała dyplom pracownika socjalnego. W 1963 powróciła do rodziny w Cleveland i kontynuowała badania ojca nad zrachowaniami seniorów z demencją. Wykorzystywała m.in. ROT, czyli technikę treningu orientacyjnego w rzeczywistości, metodę remotywacji i modyfikacji zachowań, ale nie była zadowolona z miernych wyników w tym zakresie. Postanowiła stworzyć zupełnie nowe podejście do zdezorientowanych ludzi starszych. W wyniku badań i obserwacji stworzyła własną koncepcję opieki nad osobami z demencją (prace w latach1963-1980). Jej teoria walidacji gerontologicznej jest jednym z najistotniejszych wkładów w wiedzę z zakresu opieki nad ludźmi starszymi. Bazą wyjściową dla metody nie jest otaczająca seniora rzeczywistość, ale emocje angażujące uwagę danej osoby, uzewnętrzniane przez niego na różnorodne sposoby. Założyła i kierowała Instytutem Walidacji (ang. Validation Training Institute).

## Publikacje
W 1982 roku opublikowała swoją pierwszą książkę: Validation: The Feil Method (później aktualizowaną). Jej druga książka (The Validation Breakthrough) została opublikowana w 1993, a zaktualizowana w 2002.  Jej teksty tłumaczono na języki: francuski, holenderski, niemiecki, włoski, fiński, duński, szwedzki, hiszpański i japoński.